# آرچیبالد ادوارد نای
آرچیبالد ادوارد نای (انگلیسی: Archibald Nye؛ ۲۳ آوریل ۱۸۹۵ – ۱۳ نوامبر ۱۹۶۷) فرد نظامی اهل بریتانیا بود. وی همچنین برندهٔ جوایزی همچون صلیب نظامی شده‌است.